# Mina (cantant)
Mina Anna Mazzini de nom artístic Mina o Mina Mazzini, és una cantant italiana nascuda a Busto Arsizio, Llombardia, el 25 de març de 1940, però va créixer a Cremona. Ha viscut durant la major part de la seua vida a Lugano.
Considerada una de les millors cantants italianes de tots els temps, és coneguda per la qualitat de la seva veu i per haver estat la protagonista en molts programes de televisió emesos per la RAI des dels anys seixanta. El seu instrument, amb un timbre càlid i molt personal, immediatament recognoscible, està dotat d'una gran amplitud, extensió, agilitat, i és capaç de combinar el poder vocal amb la ductilitat, i recolza en una tècnica molt ferma; Mina també destaca per les seves habilitats interpretatives i l'eclecticisme, que la van portar a tractar amb èxit diferents gèneres musicals sovint allunyats els uns dels altres.
Durant la seva carrera, iniciada a finals dels anys cinquanta, Mina ha interpretat més de 1.500 cançons, mentre enregistrava discos, rebia premis i premis i participava en festivals. L'any 1963 enregistrà un EP amb tres títols en castellà i un en català: Se'n va anar (Andreu/Borrell).

## Filmografia (completa)
- 1959 Juke box - Urli d'amore
- 1960 Appuntamento a Ischia
- 1960 Urlatori alla sbarra
- 1960 Madri pericolose
- 1961 Io bacio.. tu baci
- 1961 Mina... fuori la guardia
- 1962 Appuntamento in Riviera
- 1963 Canzoni nel mondo de Vittorio Sala.
- 1967 Per amore... per magia...

## Discografia (completa)
- 1960 - Coriandoli
- 1960 - Tintarella di Luna
- 1960 - Il cielo in una stanza
- 1961 - Due note
- 1962 - Moliendo café
- 1962 - Renato
- 1963 - Stessa spiaggia, stesso mare
- 1964 - 20 Successi di Mina
- 1964 - Mina
- 1964 - Mina n.7
- 1965 - Studio Uno
- 1965 - Mina interpretata da Mina
- 1965 - Mina & Gaber: un'ora con loro
- 1966 - Mina canta Napoli
- 1966 - Studio Uno 66
- 1966 - Mina 2
- 1967 - Sabato sera - Studio Uno '67
- 1967 - 4 Anni di successi
- 1967 - Dedicato a mio padre
- 1968 - Mina alla Bussola dal vivo (orquestra Augusto Martelli)
- 1968 - Le più belle canzoni italiane interpretate da Mina
- 1968 - Canzonissima '68
- 1969 - I discorsi
- 1969 - Mina for You (en anglès)
- 1969 - Incontro con Mina
- 1969 - Bugiardo più che mai...più incosciente che mai...
- 1970 - Mina canta o Brasil
- 1970 - Quando tu mi spiavi in cima a un batticuore
- 1971 - Del mio meglio
- 1971 - Mina
- 1972 - Cinquemilaquarantatre
- 1972 - Dalla Bussola 1+1 (orquestra Gianni Ferrio)
- 1972 - Altro 1+1
- 1973 - Piccola storia della canzone italiana
- 1973 - Del mio meglio n.2
- 1973 - Frutta e verdura
- 1973 - Amanti di valore (amb cançons de Franco Califano)
- 1974 - Mina®
- 1974 - Baby Gate (clàssics estatunidencs cantats en anglès)
- 1975 - Del mio meglio n.3
- 1975 - La mina
- 1975 - Mina canta lucio (homenatge a Lucio Battisti)
- 1976 - Singolare
- 1976 - Plurale
- 1977 - Del mio meglio n.4
- 1977 - Mina quasi Jannacci (homenatge a Enzo Janacci)
- 1977 - Mina con bignè
- 1978 - Di tanto in tanto
- 1978 - Mina live '78 (orquestra Pino Presti)
- 1979 - Del mio meglio n.5
- 1979 - Attila vol.1
- 1979 - Attila vol.2
- 1980 - Kyrie vol.1
- 1980 - Kyrie vol.2
- 1981 - Del mio meglio n.6
- 1981 - Salomé vol.1
- 1981 - Salomé vol.2
- 1982 - Italiana vol.1
- 1982 - Italiana vol.2
- 1983 - Del mio meglio n.7
- 1983 - Mina 25 vol. 1
- 1983 - Mina 25 vol. 2
- 1984 - Catene vol. 1
- 1984 - Catene vol. 2
- 1985 - Del mio meglio n.8
- 1985 - Finalmente ho conosciuto il conte Dracula
- 1986 - Si, buana
- 1987 - Del mio meglio n.9
- 1987 - Rane supreme
- 1988 - Oggi ti amo di più
- 1988 - Ridi pagliaccio vol. 1-2
- 1989 - Uiallalla vol. 1-2
- 1990 - Ti conoSco mascherina
- 1991 - Caterpillar vol.1-2
- 1992 - Sorelle Lumière
- 1993 - Mina canta i Beatles
- 1993 - Lochness vol. 1-2
- 1994 - Mina canta Battisti (recopilació de Lucio Battisti)
- 1994 - Canarino mannaro vol.1
- 1994 - Canarino mannaro vol.2
- 1995 - Canzoni d'autore
- 1995 - Pappa di latte - vol.1-2
- 1996 - Cremona
- 1996 - Napoli
- 1997 - Minantologia
- 1997 - Leggera
- 1998 - Mina gold vol. 1-2
- 1998 - Mina Sanremo
- 1998 - Mina Celentano
- 1998 - Mina Celentano - Buon Natale
- 1998 - Mina studio collection
- 1999 - Mina gold 2
- 1999 - Olio
- 1999 - Mina n° zero (homenatge a Renato Zero)
- 2000 - Mina love collection
- 2000 - Dalla Terra (cançons religioses en llatí i castellà)
- 2001 - Colección Latina (en castellà i portuguès)
- 2001 - Sconcerto (homenatge a Domenico Modugno)
- 2001 - Oggi sono io
- 2002 - Veleno
- 2003 - In duo (recopilació de duets)
- 2003 - Don't Call Me Baby
- 2003 - Napoli secondo estratto
- 2003 - Napoli primo, secondo e terzo estratto
- 2004 - Platinum collection
- 2004 - Una Mina d'amore
- 2005 - Bula bula
- 2005 - L'allieva (homenatge a Frank Sinatra)
- 2006 - Platinum collection 2
- 2006 - Ti amo
- 2006 - Bau
- 2006 - Ascoltami, guardami (10 Cds)
- 2007 - Todavía
- 2008 - Sulla tua bocca lo dirò
- 2009 - Facile
- 2010 - Caramella
- 2011 - Piccolino